# Ch’a Yong Myŏng
Ch'a Yong Myŏng, również Cha Yong Myong (kor. 차용명, ur. ?) – północnokoreański polityk i ideolog. Zastępca członka Komitetu Centralnego Partii Pracy Korei oraz dyrektor Wyższej Szkoły Partyjnej im. Kim Ir Sena w stolicy KRLD, Pjongjangu.

## Kariera
Niewiele wiadomo na temat kariery urzędniczej i politycznej Ch'a Yong Myŏnga. Podczas 3. Konferencji Partii Pracy Korei 28 września 2010 roku został wybrany zastępcą członka Komitetu Centralnego Partii Pracy Korei. Po śmierci Kim Dzong Ila w grudniu 2011 roku, Ch'a Yong Myŏng znalazł się na 159. miejscu w 233-osobowym Komitecie Żałobnym. Świadczyło to o przynależności Ch'a Yong Myŏnga do grona kierownictwa politycznego Koreańskiej Republiki Ludowo-Demokratycznej. Według specjalistów, miejsca na listach tego typu określały rangę polityka w hierarchii aparatu władzy.